# Kumewawa, el hijo de la selva
Kumeŭaŭa, la filo de la ĝangalo (Kumewawa, el hijo de la selva), es libro de 1979 de literatura infantil o juvenil de Tibor Sekelj, que recrea sus aventuras entre los indios brasileños, escrito originalmente en esperanto. En el río Araguay, afluente del Amazonas, grupo de viajantes o turistas están en peligro. Su barco ha naufragado, pero el joven Kumewawa acude en su socorro. Solo tiene 12 años, pero como miembro de la tribu Carajá conoce todo lo necesario para la supervivencia en la selva. 
Se trata de uno de los libros más populares entre los publicados originalmente en esperanto y conocidos entre los amantes de la literatura de aventuras, especialmente en Sudamérica. Ha sido traducido y publicado en 22 lenguas, incluso antes de su primera edición en esperanto ya desde 1957, y en orden de publicación en esloveno, guyaratí, hindi, canarés, maratí, tamil, télugu, chino, hebreo, islandés, macedón, albanés, serbio (tres ediciones), húngaro, japonés, ruteno, sueco, ucraniano, nepalés, español y maltés.